# Orthogonal Variable Spreading Factor Code (OVSF)
Orthogonal Variable Spreading Factor Code (OVSF) este un termen utilizat în domeniul telecomunicațiilor și identifică o metodă pentru a separa diferite semnale de rată variabilă de transmitere a datelor. OVSF este utilizat în downlink CDMA, de exemplu, în UMTS.
Coduri OVSF au o corelare scăzut pentru a evita distorsionarea reciproca sau ecouri ce apar în canalul de transmisie (în acest caz aerul).